# Vickers (кулемет)
Ві́ккерс — важкий станковий кулемет, варіант кулемета «Максим».
«Віккерс» був основним кулеметом британської піхоти з часу прийняття на озброєння у 1912 році та до початку 1960-х років. Англія стала однією з перших держав, яка оцінила переваги і потужність автоматичної зброї, яким були і є кулемети.

## Конструкція
Конструкція кулемета «Віккерс» трохи відрізнялося від будови кулемета «Максим» наступним:
- Замок був повернутий на 180 градусів так, що нижній спуск обернений вгору; це давало можливість знизити висоту і вагу короба.
- Кришка короба розділена на дві половини: передня половина кришки закриває приймач, а задня половина закриває короб; обидві частини зафіксовані на одній осі.
- Відкидний потиличник прикріплений до короба двома засувами (верхнім і нижнім).

## Система
Кулемет «Віккерс» — автоматична зброя, заснована на автоматиці з віддачею ствола (короткий хід). По мірі пострілу порохові гази відправляють ствол назад, тим самим починає працювати механізм перезарядження — він витягує з матерчатої патронної стрічки патрон, досилає його в казенник і при цьому одночасно зводить затвор. Після проведення пострілу операція повторюється заново. Кулемет має середній темп стрільби — 600 пострілів на хвилину, а бойова скорострільність становить 250–300 пострілів на хвилину. Спускова система розрахована тільки на автоматичний вогонь і має запобіжник від випадкових пострілів. Живлення кулемета проводиться патронами з приймача повзункового типу, з матерчатою або металевою стрічкою місткістю 250 патронів, яка з'явилася пізніше. Прицільне пристосування включало в себе стієчний приціл і мушку з прямокутною вершиною. На деяких кулеметах також міг встановлюватися оптичний приціл.

## Застосування
- Велика Британія — 26 листопада 1912 року прийнятий на озброєння Британської імперії, включаючи домініони і колонії, перебував на озброєнні аж до 1950-х років

-  Канада
-  Австралія
-  Нова Зеландія

- Ірландія — використовувалися в ході війни за незалежність, після закінчення якої кулемети залишилися на озброєнні ірландської армії
- Фінляндія — перебували на озброєнні фінської армії до кінця Другої світової війни і зберігалися на складах мобілізаційного резерву до 1956 року[2]
- Третій Рейх — у ході Другої Світової війни, трофейні кулемети надходили на озброєння допоміжних воєнізованих формувань під найменуванням 7.7 mm sMG 230(e)
- Індія — після розділу Британської Індії в 1947 році, надійшли на озброєння індійської армії
- Пакистан — після проголошення незалежності Пакистану в 1947 році, надійшли на озброєння армії Пакистану

Кулемети «Віккерс» перебували на озброєнні непальських збройних сил як зброя резерву, що застосовується в разі військового конфлікту.

## Великокаліберний варіант
Випускався Віккерс також під великокаліберний патрон 12,7×81 мм під найменуванням Vickers .50.

## Галерея

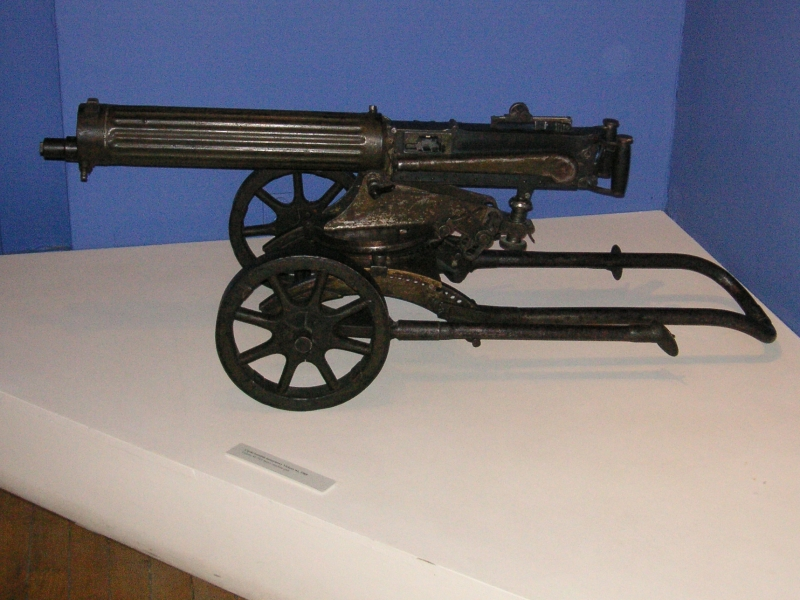
Цікавий зразок з польського музею: кулемет «Віккерс» — англійський варіант кулемета «Максим» на станку Соколова
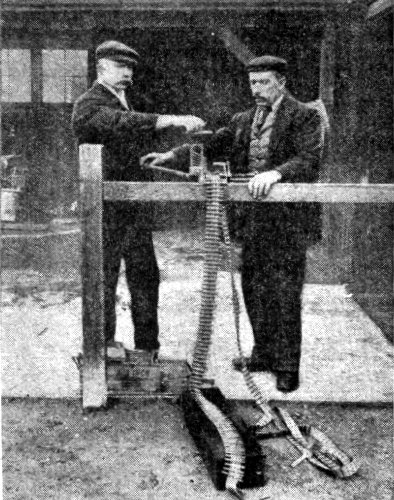
До кулемету «Віккерс» також додавались кулеметні стрічки та машинки для набивання стрічок патронами.
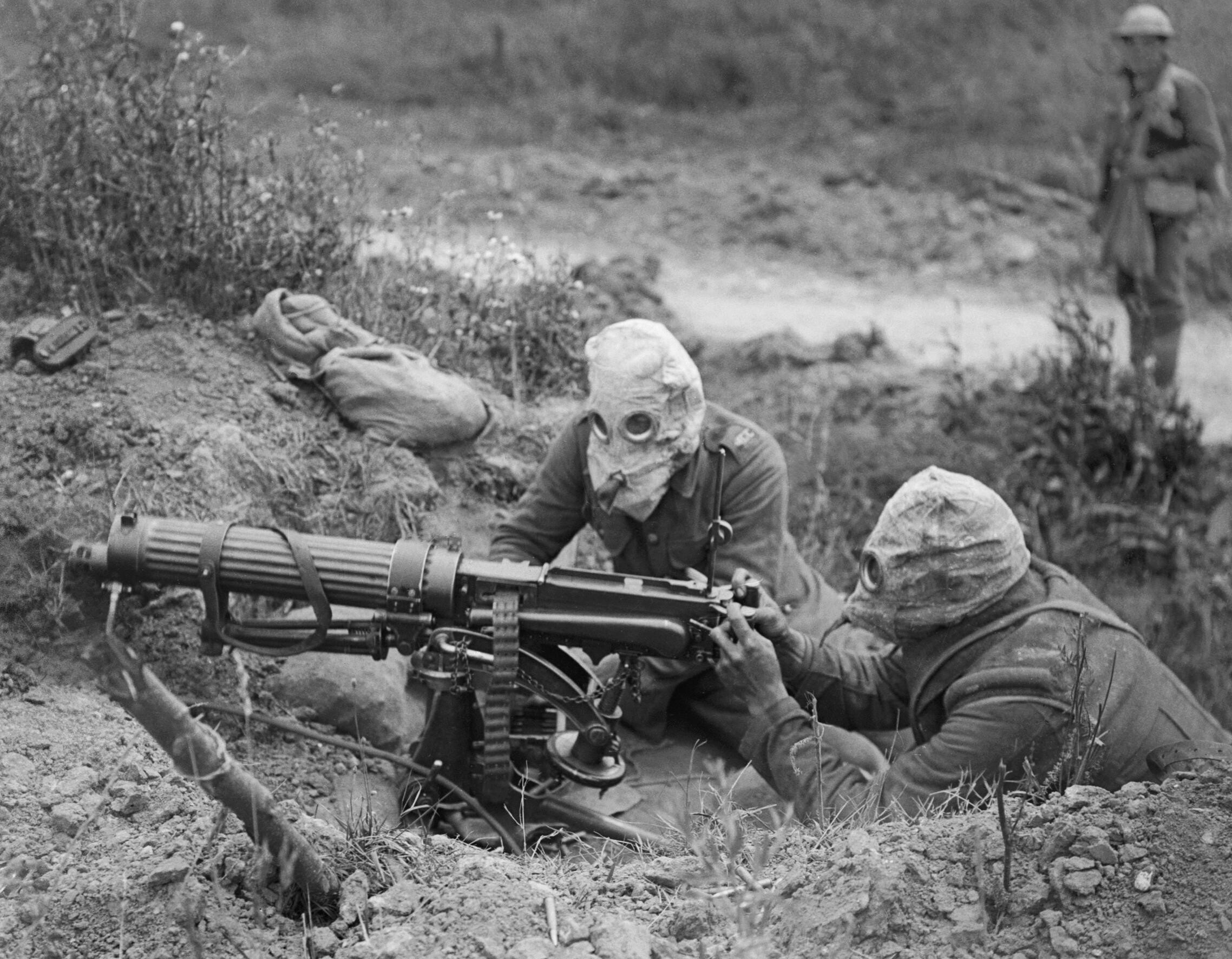
Обслуга кулемета «Віккерс» у протигазах.